# Virginia Gómez-Acebo Pombo
Margarita Gómez-Acebo Pombo (ca. 1913-1990) va ser una política espanyola, regidora de l'Ajuntament de Madrid.

## Biografia
Nascuda cap a 1913 en el si d'una família acomodada, filla dels marquesos de Cortina, va militar en la seva joventut en la Confederació Espanyola de Dretes Autònomes (CEDA) de José María Gil Robles. El 29 de març de 1936 va contreure matrimoni a Madrid amb Jaime Pérez Hidalgo.
Militant durant la Transició de la Unió Democràtica Espanyola (UDE) de Federico Silva i, posteriorment, adscrita a l'ala més conservadora de la Unió de Centre Democràtic (UCD), va formar part de la candidatura al senat per Madrid el 15 juny 1977, va ser inclosa en el número 26 de la llista d'aquest últim partit per a les eleccions municipals de 1979 a Madrid, sense obtenir acta de regidor. No obstant això, després de la sortida al maig de 1980 de José Luis Álvarez del consistori motivada pel seu nomenament com a ministre, Gómez-Acebo es va convertir en nova regidora del grup municipal d'UCD. D'acord amb la seva correligionària en el ple Carmen Añón Feliú «va treballar seriosament per Madrid, amb un tarannà batallador i franc».
Va morir el 21 d'octubre de 1990.